# Sternwarte Dorpat
Die Sternwarte Dorpat (estn. Tartu Observatoorium, russ. Tartuskaja/Jurjewskaja observatorija) ist eine historische astronomische Forschungseinrichtung in Tartu (deutsch Dorpat, russ. Дерпт, Derpt bis 1893, Jurjew bis 1917) im heutigen Estland. Die Sternwarte liegt auf dem Domberg.
Sie wurde 1811 an der deutschsprachigen Kaiserlichen Universität Dorpat errichtet und war die Wirkungsstätte bedeutender Astronomen. Schon bald wurde die Dorpater Sternwarte international bekannt, u. a. durch den von Josef Fraunhofer konzipierten großen Refraktor – das erste farbenreine Fernrohr mit einem Objektiv von fast 25 cm Öffnung. Bis 1900 kamen alle acht Direktoren aus Deutschland. Hervorzuheben sind Friedrich Wilhelm Struve, sein Sohn Otto Wilhelm Struve und der durch seine Mondatlanten bekannte Johann Heinrich Mädler.

## Geschichte
1811 wurde an der deutschsprachigen Kaiserlichen Universität Dorpat eine Sternwarte am Toomemägi, dem Stadtberg von Tartu, in Betrieb genommen. Ihre Gründung geht auf den Mathematikprofessor Wilhelm Andreas Pfaff (1774–1835) zurück, der allerdings 1809 nach Nürnberg wechselte. Erster Sternwartedirektor wurde Johann Sigismund Huth (1763–1818).
Nach Huths Tod im Jahre 1818 wurde Friedrich Georg Wilhelm Struve zum Professor für Astronomie an der Universität Dorpat ernannt, der hier studiert und promoviert hatte. 1820 übernahm er das Amt des Sternwartedirektors. Unter seiner Leitung wurde Dorpat bald zu einer der führenden astronomischen Einrichtungen.
1824 wurde ein sehr leistungsfähiger Refraktor aus der Werkstatt von Josef Fraunhofer in Betrieb genommen, der mit 24,4 cm Öffnung und einer Brennweite von 4,33 m das größte farbreine Fernrohr dieser Zeit war. In den folgenden Jahren führte Struve umfangreiche Untersuchungen an Doppelsternen durch, die er in zwei Bänden veröffentlichte. Auch an Spezialaufgaben der russischen Landesvermessung wirkte er verantwortlich mit, u. a. plante er den nach ihm benannten, fast 3.000 km langen Struve-Bogen. 1839 wechselte Wilhelm Struve an die neu errichtete Sternwarte Pulkowo bei St. Petersburg.

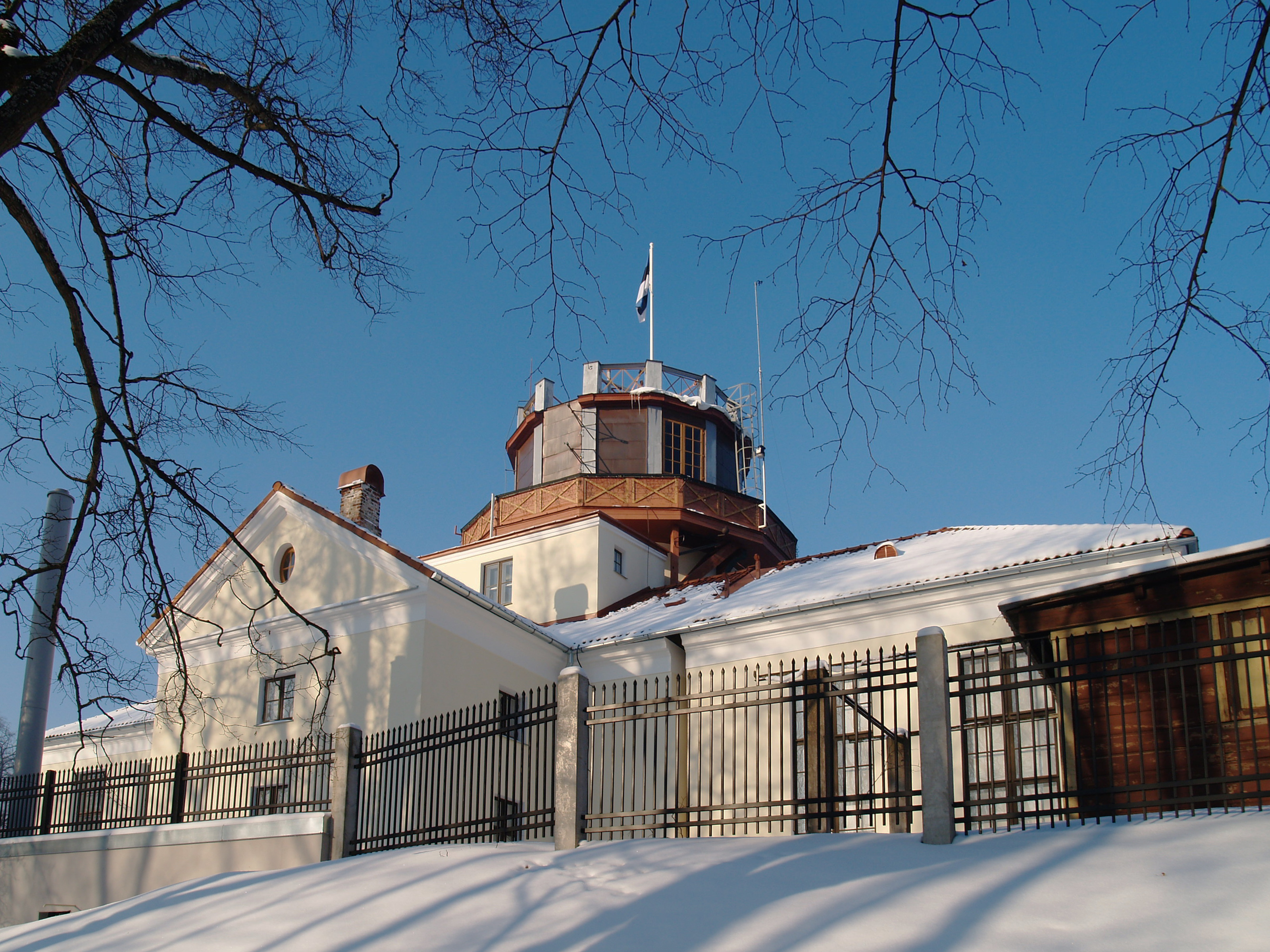
Die Sternwarte im Winter, aufgenommen vom Fuß des Hügels

1840 übernahm Johann Heinrich von Mädler die Leitung. Er führte Struves Arbeiten fort, nahm exakte Positionsbestimmungen von Sternen (Astrometrie) vor und fertigte detaillierte Zeichnungen des Mondes an, die Mädler bleibenden Ruhm verschafften. 1865 trat er aus gesundheitlichen Gründen zurück. Seine Nachfolger waren Thomas Clausen (von 1865 bis 1872) und Peter Carl Ludwig Schwarz (1872–1894).
Von 1873 bis 1876 arbeitete der Mathematiker und Geodät Heinrich Bruns in Dorpat, in den Jahren 1880 bis 1894 Ludwig von Struve (ein Enkel von Friedrich Georg Wilhelm Struve).
Im Laufe der Zeit verlor Dorpat an Bedeutung, da andere Observatorien über größere Instrumente verfügten. Spätere Leiter der Sternwarte waren Grigori Lewitsky (1894–1908), Konstantin Pokrovsky (1908–1918) und Taavet Rootsmäe (1919–1948).
1917 wurde Estland unabhängig und Dorpat in Tartu umbenannt. Nach dem Zweiten Weltkrieg wurden die Institute der Universität neu organisiert und man beschloss die Errichtung einer neuen Sternwarte, des Tartu Observatoorium. Nach Fertigstellung im Jahr 1964 zogen die Wissenschaftler um.
1996 wurde das alte Observatorium wieder der Universität übertragen. Nach Zwischennutzung als Büroraum fiel 2004 die Entscheidung, es in ein Museum umzuwandeln. Von 2009 bis 2011 wurde die Sternwarte Dorpat restauriert, das Museum im April 2011 eröffnet.
Die Sternwarte ist als Nationales Kulturdenkmal ausgewiesen und gehört zum astronomischen Weltkulturerbe Struve-Bogen. Wegen ihrer astronomiegeschichtlichen Bedeutung wurde sie von der Internationalen Astronomischen Union zum Outstanding Astronomical Heritage erklärt.

## Ausstattung
Bei ihrer Eröffnung verfügte die Sternwarte Dorpat über ein Spiegelteleskop aus der Fertigung von Wilhelm Herschel und ein Achromat-Linsenfernrohr von Trotztop mit 1,5 m Brennweite.
1814 erhielt man ein Meridianfernrohr von George Dollond, 1822 folgte ein Meridianfernrohr von Reichenbachs berühmter Münchener Werkstätte (Mathematisch-Feinmechanisches Institut), und 1824 der große Fraunhofer-Refraktor von 1824 aus derselben Werkstätte.

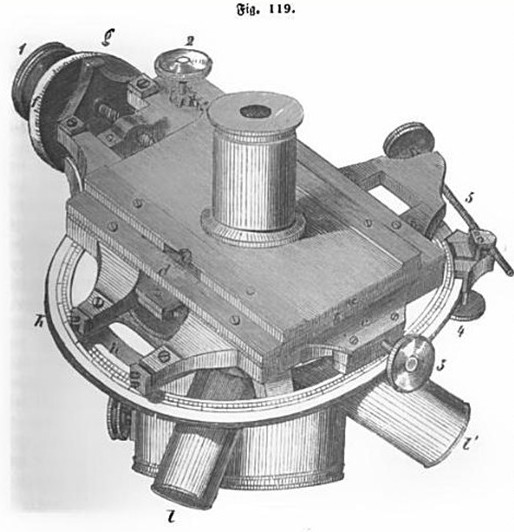
Positionsmikrometer der Fraunhofer-Refraktoren, um 1820

Er hat eine Öffnung von 9 deutschen Zoll (244 mm) und eine Brennweite von 13 Fuß (4,33 m). Es handelte sich um das größte Objektiv, das Fraunhofer je angefertigt hat – mit ihm begann die Entwicklungsschiene der sogenannten Riesenteleskope und die präzise Erforschung der Doppelsterne. Durch Fraunhofers neu entwickeltes Positionsmikrometer konnte Struve relativ bald einen Katalog mit 3112 genau vermessenen Doppelsternen veröffentlichen, den Catalogus novus stellarum duplicium von 1827. Der Refraktor wurde 1993 restauriert.
1873 erwarb man ein Heliometer – ein Teleskop mit Doppelobjektiv zur Messung kleinster Winkeldifferenzen – und 1897 ein Zenitteleskop der Hamburger Firma A. Repsold & Söhne.
1911 wurde ein 20-cm-Refraktor von Carl Zeiss mit 3 m Brennweite in Betrieb genommen. Im gleichen Jahr installierte man zur Durchführung der Astrofotografie einen Astrografen von Petzval mit 15 cm Öffnung und 78 cm Brennweite.